# Anisodes fimbripedata
Anisodes fimbripedata là một loài bướm đêm trong họ Geometridae.